# 濉溪站
濉溪站是一个符夹线上的铁路车站，位于安徽省淮北市濉溪县城关镇，建于1966年，目前为三等站，邮政编码为235100。车站于2006年停办客运业务，货运办理整车、零担货物发到；不办理整车爆炸品及整车一级氧化剂发到。